# Gallaecia
Gallaecia hoặc Callaecia, còn được gọi là Hispania Gallaecia, là tên của một tỉnh La Mã ở phía tây bắc của Hispania, khoảng Galicia hiện nay, bắc Bồ Đào Nha, Asturias và Leon và Vương quốc Suebic sau Gallaecia. Các thành phố La mã bao gồm Cảng Cale (Porto), các trung tâm điều hành Bracara Augusta (Braga), Lucus Augusti (Lugo) và Asturica Augusta (Astorga) và các khu hành chính của họ Conventus bracarensis, Conventus lucensis và Conventus asturicensis.